# 富山火力発電所
富山火力発電所（とやまかりょくはつでんしょ）は、富山県富山市草島にある北陸電力の石油火力発電所。

## 概要
1962年10月25日に着工し、1964年8月1日に1号機が156,000kwにて運転を開始、同年9月9日に完工式を挙行。以降、3号機までが建設された。その後、老朽化などで2001年12月21日に2号機が、2004年3月15日に3号機、同年3月31日に1号機が廃止された。
なお、4号機建設予定地には富山共同火力発電所1号機（現在の4号機）が建設され1971年1月8日に運転を開始した。この富山共同火力発電所は、北陸電力と住友アルミニウム製錬が出資する富山共同火力発電（1968年11月26日）が運営していたが、1985年3月31日、同発電所が北陸電力に譲渡され、富山火力発電所4号機と改称された。富山共同火力発電は2004年4月1日に北陸電力に合併されている。
発電所の隣接地には北陸電力総合運動公園（1980年10月25日完成）が開設されており、プロサッカークラブのカターレ富山が練習グラウンドとして使用している。

## 発電設備
- 総出力：25万kW（2011年現在）[12]

4号機（旧富山共同火力発電所1号機）
定格出力：25万kW
使用燃料：重油、原油
営業運転開始：1971年1月8日

## 廃止された発電設備
1号機（廃止）
定格出力：15.6万kW
使用燃料：原油
営業運転期間：1964年8月1日 - 2004年3月31日
2号機（廃止）
定格出力：15.6万kW
使用燃料：原油
営業運転期間：1966年2月1日 - 2001年12月21日
3号機（廃止）
定格出力：25万kW
使用燃料：重油、原油
営業運転期間：1969年11月1日 - 2004年3月15日